# Lipan
Os lipan constituem um grupo de apaches falantes de uma das língua atabascana do Sul, cujo território tradicional incluia os estados de Texas, Novo México, Colorado e parte do norte do México, estado de Chihuahua, Novo Leão, Coahuila e Tamaulipas antes do século XVII. Os povos modernos Lipans encontram-se no sudoeste dos EUA, no Texas, Novo México e a Reserva Apache San Carlos no Arizona, assim como a tribo Mescalero na reserva Mescalero no Novo México; alguns também residem em zonas urbanas espalhadas pela América do Norte. A tribo Lipan do Texas foi um tribo reconhecida como estado, oriunda do Texas.